# Зальцбургская крестьянская война
Зальцбургская крестьянская война (нем. Salzburger Bauernkrieg) — два последовавшие друг за другом в 1525 и 1526 гг. восстания зальцбургских горняков и фермеров. Охрактеризовалась хорошей организацией повстанцев в административных и военных вопросах. Повстанцы нанесли поражение губернатору Штирии под Шладмингом 3 июля 1525 г. и таким образом добились единственного успеха крестьянской армии в крупном сражении во время немецкой крестьянской войны.

## Предстория
В Зальцбургском ландтаге 30 мая 1522 года кардинал-архиепископ Маттеус Ланг фон Велленбург потребовал введения чрезвычайного налога для покрытия расходов, которые он понес в результате коронации Карла V императором Священной Римской империи и участия в имперских сеймах. Город Зальцбург отказался, но был вынужден подчиниться, когда 11 июля 1523 г. Ланг вошел в него с несколькими сотнями ландскнехтов. Также князь имел возвышавшуюся над городом крепость Хоэнзальцбург, чья современная башня была названа «Бургомистр» в память о подчинении горожан. Добыча серебра и золота началась во время пребывания Лэнга в архиепископстве, что сопровождалось нехваткой древесины. В 1524 г. вышло постановлением о лесах, ставившим их под княжескую охрану, но при этом контролировавшим пользование лесов населением и нарушавшим привилегии горняков. Жители не увидело долгосрочных преимуществ нового закона, посчитав его произволлом. Горные промысловики и шахтеры заявили, что скорее будут подчиняться светскому князю, чем князю-архиепископу.
Затем ситуация обострилась двумя смертными приговорами, вынесенными кардиналом-архиепископом: народный священник Евстафий фон Хейтерванг был арестован 15 июня 1524 года и выдан из Австрии в архиепископство за проповедь лютеранства в долине реки Инн. В октябре 1524 г. он был осужден архиепископским судом в Зальцбурге как еретик, в мае 1525 г. должен был быть перевезен в качестве заключенного в Миттерзиль для отбывания наказания в темнице. Однако крестьяне освободили его по пути туда 8 мая 1525 г. в деревне Шелленберг. Затем архиепископ приказал обезглавить двух фермеров без суда. Возмущение по поводу казней было велико среди зальцбургских шахтёров и стало причиной народного восстания в конце мая 1525 г., то есть в то время, когда крестьянские армии во многих местах Германии уже были разбиты. Главной заботой зальцбургских повстанцев было устранение архиепископа.

## Захват Зальцбурга, осада крепости (весна 1525 г.)
Около четырехсот горняков из Халлейна в качестве основной силы и несколько тысяч фермеров из горных долин Зальцбурга подошли к городу Зальцбург с юга. Они обратились к горожанам (1 июня) и дворянству, а также к баварским советам, которые быстро выступили в качестве посредников, с информацией и программами.

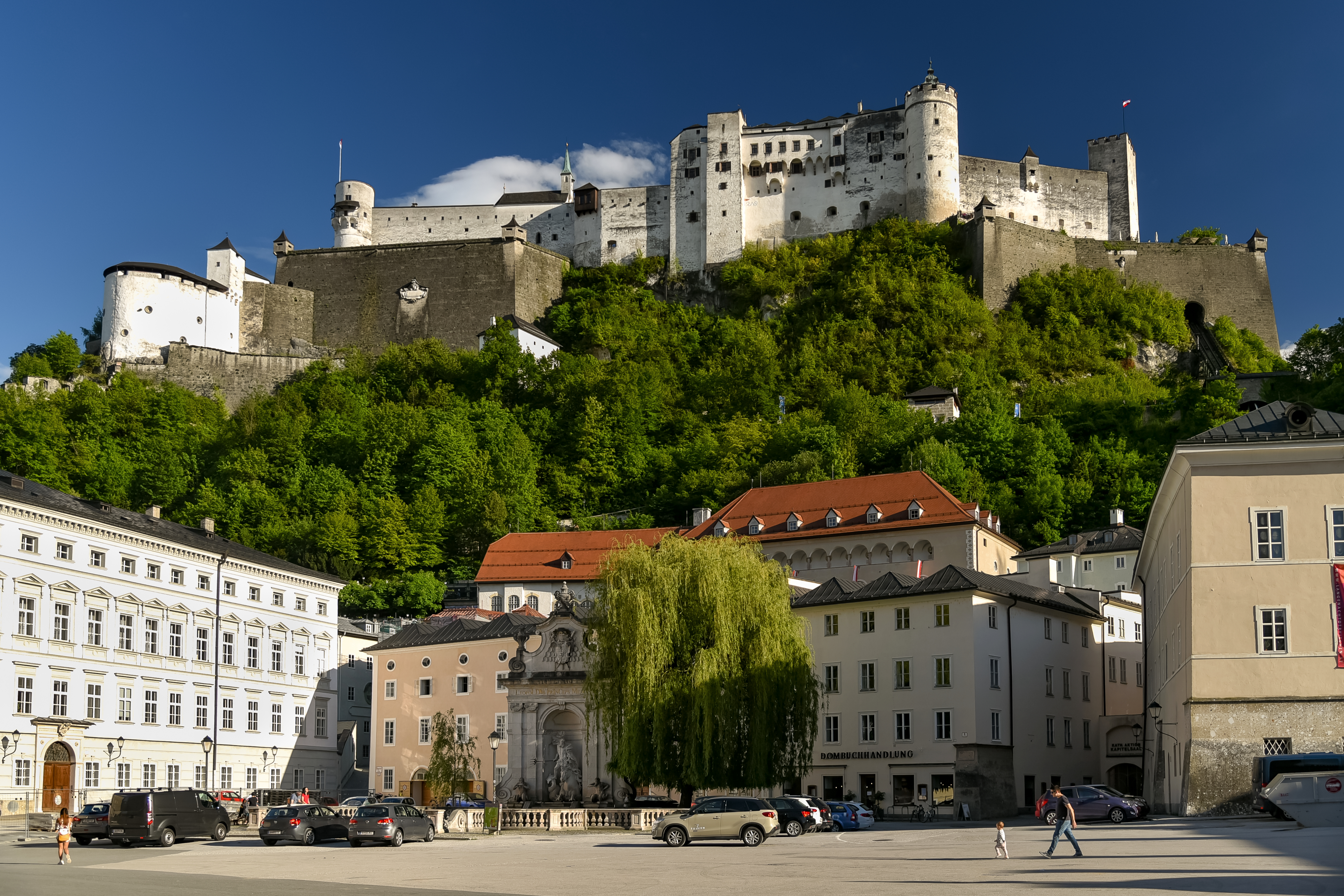
Die Hohensalzburg von unten gesehen, ganz links der Bürgermeisterturm

Зальцбургский низший класс (der pofel) сочувствовал повстанцам и 29 мая открыл им ворота. Затем архиепископ и его свита удалились в крепость Хоэнзальцбург, где он был осажден. Крепость считалась неприступной, но какие-то горняки начали подкапывать башню мэра. Это сильно огорчило архиепископа. Но тогда горняки отказались продолжать работу бесплатно, а повстанцам не удалось организовать их оплату. Это спасло архиепископа.
Уходя в крепость, архиепископ фактически отказался от власти над архиепископством. Возникшая власть мятежников называла себя «общиной Зальцбургского региона» или «христианской, мирной общиной этой провинции в Пиргском епископстве Зальцбурга»
24 статьи общего ландшафта Зальцбурга относились к божественному закону; Евангелие должно проповедоваться в чистом виде, а экономические требования - иметь библейские основания. Зальцбургские суды должны были участвовать в выборах пасторов и назначении судей. Духовенство уже не должно быть лишено обычной юрисдикции, а суверенные полномочия должны быть переданы от помещиков государям.
Для города Зальцбурга была составлена более подробная программа реформ :
- архиепископ, соборный капитул и совет должны были быть заменены губернским правительством, в которое были вовлечены дворяне, горожане и земледельцы и отвечавшим за монастырское и финансовое управление, а также назначение чиновников.
- архиепископ оставался с духовными обязанностями и постоянным доходом.

Государственная армия состояла из наёмников, в осномнов происходившим из Бад-Хофгастайна, Рауриса и Кицбюэля. Крестьяне и горожане, в том числе шахтеры, должны были платить налоги. Каспар Прасслер, как главнокомандующий, приказал всем чиновникам, пфлегерам и прочим прибыть в Зальцбург для общей инспекции в конце июня. Письмо было скреплено печатью мэра Зальцбурга Рупрехта Лассера, поскольку собственной печати у региона не было.
Даже если повстанцы и хотели свергнуть князя-архиепископа, им было ясно, что нельзя управлять «полностью свободным от всякого авторитета» В поисках преемника Ланга в безопасный Райхенхалль прибыли баварские и габсбургские посредники, в своих аккредитационных письмах они осторожно намекали сельской местности Зальцбурга, что соглашаются с целями восстания.

## Битва при Шладминге

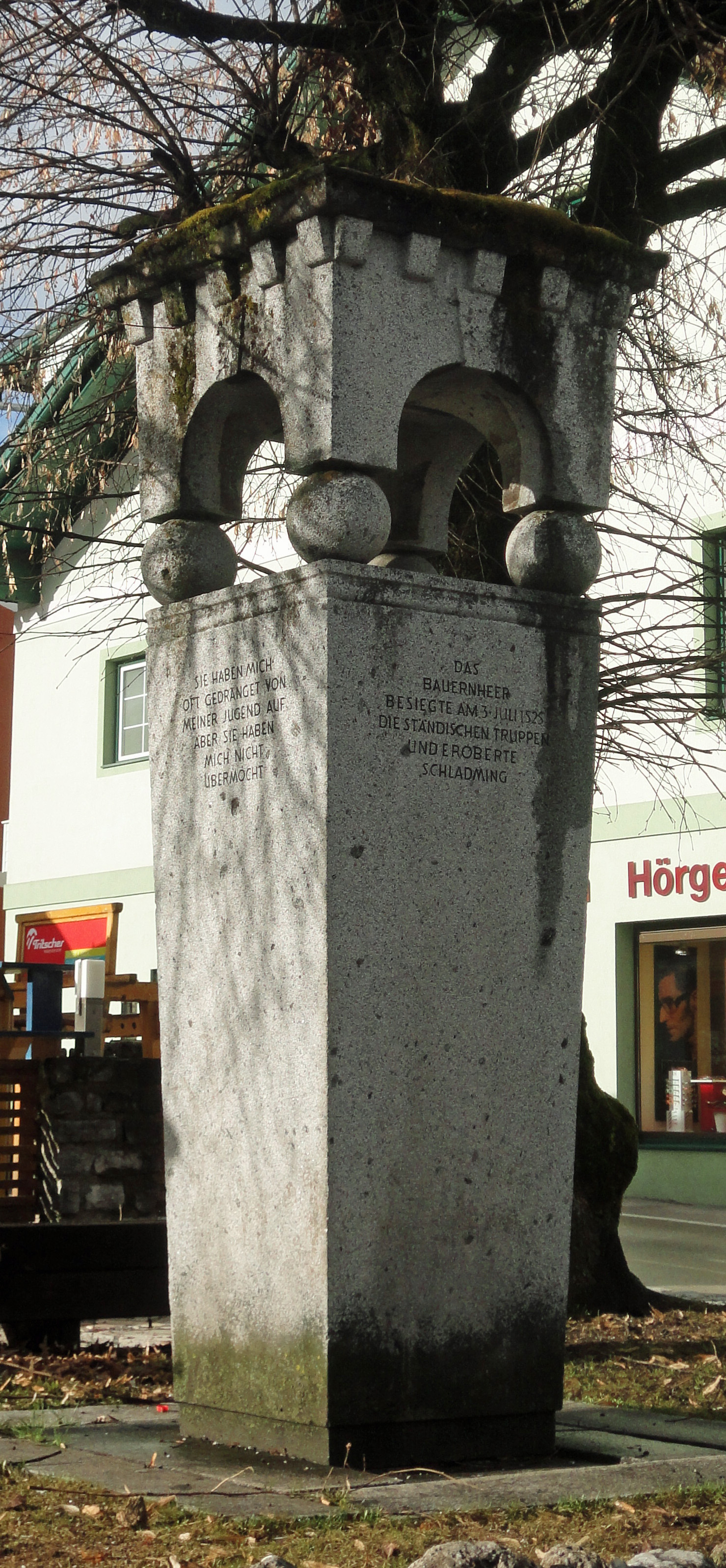
Военный мемориал в Шладминге (1925 г.).

Эрцгерцог Фердинанд I послал наёмную армию под командованием Зигмунда фон Дитрихштейна для подавления восстаний в Штирии. Эта армия двинулась вверх по Эннсталю к границе Зальцбурга. Капитаны Зальцбурга мобилизовали солдат, вероятно, в основном горняков с рудников. Во главе со своим капитаном Михаэлем Грубером они разгромили наемников Дитрихштейна 3 июля 1525 года в Шладминге] Зальцбургская «община» была за убийство Дитрихштейна, но в итоге он был взят в плен вместе с другими дворянами и отправлен в крепость Хоэнверфен. Богатая добыча попала в руки победителей, только из военной казны Штирии было 19 тыс. гульденов.
Битва при Шладминге была замечена во всей империи. С тех пор эрцгерцог проводил бескомпромиссную линию в отношении сельской местности Зальцбурга, в то время как баварцы вступили в тайные переговоры с архиепископом Лангом, предложившим принять Эрнста Баварского в качестве коадьютора. Швабская лига также предложила выступить в качестве посредника и пообещала Зальцбургу, что дела против архиепископа будут расследованы, но в это время он должен оставаться на своем посту и не мог быть уволен.

## Перемирие
В начале августа архиепископ Ланг приказал обстрелять город из Хоэнзальцбурга, что было воспринято горожанами как провокация. В середине августа произошёл бой у Максглана между войском Зальцбурга и Швабского союза, но в итоге конфликт был решён договором от 31 августа 1525 г. Архиепископ предоставил региону определенную возможность для участия в политической жизни, обвинения против Ланга должны были быть расследованы под надзором Баварии. Породившая восстание тема реформации не обсуждалась.
После перемирия некоторые из повстанцев были готовы сотрудничать с архиепископом на условной основе, в то время как более радикальная часть требовала преобразования архиепископства в светское княжество. Вполне возможно, что Бавария поддерживала эти планы секуляризации.
В середине сентября к ногам герцога Людовика Баварского были возложены крестьянские военные знамена и вручены ключи от города Зальцбург. В горах население не имело единого мнения: в то время как горняки из Гастайна и Рауриса выступали за мир, осенью на Маркт-Бриксен собрались желавшие продолжения борьбы с Лангмо шахтёры, которые призывали коллег из других районов к солидарности.

## Восстание в Пинцгау (весна 1526 г.)
Весной 1526 г. в Пинцгау сформировалось сопротивление Лангу, подпитываемое слухами о том, что богемская наемная армия готовится сражаться с Зальцбургом (она действительно существовала, но не была готова к боевым действиям до тех пор, пока не вступила в войну с турками) В начале апреля 1526 г. горожане отразили набег отряда гофмаршала Вигулея фон Турна фон Заальфельдена. Архиепископ планировал использовать военную силу, чтобы окончательно подавить сопротивление в горах. После того, как он опустошил собственную придворную казну, он обратился за поддержкой к аббатам архиепископства, а также к Баварии и Австрии с просьбой от отсрочке прежних долгов и их выплате в рассрочку, иначе он не смог бы оплатить солдат Швабского союза. Сам он вступил в Швабскую лигу и скрыл масштабы запланированных военных действий от баварских герцогов, утверждая, что только наказывает повстанцев и изгоняет иностранных главарей. Он настаивал на решительных действиях, угрожая появлением «новой Швеццарии». Ланг больше не желал вести переговоры с повстанцами, и требовал сдачи в плен. Позже он утверждал, что война обошлась ему в 300 тыс. гульденов; эту сумму ему возместили выжившие помещики и оставшиеся крестьяне.
Затем повстанцы из Пинцгау оказали давление на другие горнодобывающие районы, чтобы те оказали им военную поддержку. Из Гаштайна, Рауриса, Брамберга и Бриксенской долины прибыли горняки, которые, как и бежавшие из Штирии и Тироля коллеги, пользовались статусом элитной силы в армии повстагцев. Несколько тирольцев занимали руководящие должности в 1526 году: помимо Михаэля Гейсмаира, это были Кристоф Ганнер (известный как Сетцвайн) из Фельдтурнса и Петер Пасслер из Антхольца. Швацкие шахтеры уклонялись от неоднократных просьб о поддержке, в мятеже принимали участие только отдельные лица. К середине июня 1526 г. восстание в горах превратилось в отчаянную борьбу, финансирование которой прекратилось. Даже военная победа под командованием Гейсмера на Мандлинге или использование Паслером тактического преимущества под Целлем не изменили безнадежной ситуации. 3 июля 1526 года Гейсмайр и Пасслер встретились в Эмбахе и решили отступить со своими 2 тыс. солдатами через Раурайзер Тауэрн и Лиенц в Венецию.

## Последствия
Шахтёры продемонстрировали себя самой сильной частью восставшей армии, которым требовалось лишь уплата жалования. Поворотным моментом стала неудачная осада Радштадта в 1526 году. После того, как Швабский союз освободил город, многие горняки покинули крестьянскую армию. Церковные и светские князья сделали из этого необходимые выводы: в 1526 г. вступил в силу новый вид надзора за всеми горняками. Агитаторов и последователей Гейсмера искали и наказывали, каждый горняк должен был присягнуть своему князю, помещику и гильдии в верности и готовности работать. Свобода передвижения была ограничена обязанностью информировать своих хозяев. По иронии судьбы одному из руководителей восстания 1525 г. Каспару Прасслеру в качестве горного судьи в Гастайнертале пришлось вести списки имен.
Михаэль Грубер как и другие лидеры повстанцев не понёс особого наказания. Весной 1526 г. он поступил на службу к князю-архиепископу в качестве командующего войсками.
20 ноября 1526 г. Ланг издал указ, рекомендовавший урегулировать недовольство крестьян по «старой традиции». Но 26 ноября 1526 г. добавился приказ об урегулировании фрита в Штиффте и Земле Зальцбург и возмущения и мятежа: производство оружия и его ввоз начали строго контролироваться, заговоры и непослушания наказывались «строгим телесным и добрым». Бюрократия была организована более эффективно, чтобы обеспечить контроль во всех сферах жизни и обеспечении дохода княжества.
Реакцией стала попытка поднять восстание в 1532 г.  в Санкт-Гильгене в 1532 г.